# Chionomys
Genre
Chionomys est un genre de rongeurs de la famille des Cricétidés. Ce sont des campagnols.

## Liste des espèces
Selon Mammal Species of the World (version 3, 2005)  (12 mars 2016) et ITIS (12 mars 2016) :
- Chionomys gud (Satunin, 1909)
- Chionomys nivalis (Martins, 1842) - campagnol des neiges
- Chionomys roberti (Thomas, 1906)